# ميلكياديس موراليس
ميلكياديس موراليس (بالإسبانية: Melquiades Morales)‏ هو سياسي مكسيكي، ولد في 22 يونيو 1942 في Esperanza (municipality) ‏ في المكسيك. نشط حزبياً في الحزب الثوري المؤسساتي. وقد انتخب عضو مجلس الشيوخ من المكسيك وانتخب عضو مجلس النواب المكسيك.